# Anouk Vergé-Dépré
Anouk Vergé-Dépré, née le 11 février 1992 à Berne en Suisse, est une joueuse de volleyball de plage suisse. Avec sa coéquipière Isabelle Forrer (en), elle a représenté la Suisse aux Jeux olympiques d'été de 2016. Avec la même coéquipière, elle a remporté la médaille de bronze aux finales mondiales à Toronto en 2016. À la fin de la saison 2016, Isabelle Forrer a pris sa retraite et Anouk Vergé-Dépré est donc devenue la coéquipière de Joana Heidrich.
Elle remporte en 2020 les Championnats d'Europe de beach-volley à Jurmala.